# دوبرودان
دوبرودان (به بلغاری: Dobrodan) یک منطقهٔ مسکونی در بلغارستان است که در شهرستان ترویان واقع شده‌است.